# Pseudoyersinia andreae
Pseudoyersinia andreae es una especie de mantis de la familia Mantidae.

## Distribución geográfica
Se encuentra en Cerdeña (Italia).